# Weatherby Lake
Weatherby Lake est une ville du comté de Platte, dans le Missouri, aux États-Unis,. Située au sud-est du comté, elle est à la frontière de Kansas City. La ville est incorporée en 1959.

## Démographie
Lors du recensement de 2010, la ville comptait une population de 1 723 habitants. Elle est estimée, en 2016, à 1 923 habitants.

### Source de la traduction
- (en) Cet article est partiellement ou en totalité issu de l’article de Wikipédia en anglais intitulé « Weatherby Lake, Missouri » (voir la liste des auteurs).